# Hoofdverkeersroute H
De Hoofdverkeersroute H was volgens de lettering van hoofdverkeersroutes de weg van Den Haag via Gouda, Utrecht en Arnhem naar Duitsland. Tussen Gouda en Utrecht liep deze weg samen met de Hoofdverkeersroute L. De weg liep destijds over de rijkswegen 12, 24 en 51. Tegenwoordig wordt deze route ongeveer gevormd door de A12.

## Geschiedenis
In 1937 werd de hoofdverkeersroute H ingesteld. Deze letter verscheen op de kilometerpalen en hectometerpaaltjes naast de weg. In 1957 werd weglettering vervangen door de Wegnummering 1957. Hierdoor kreeg de route het nummer E8 tussen Den Haag en Utrecht en E36 tussen Gouda en Duitsland.  